# Nevile Bland
Sir George Nevile Maltby Bland (6 dicembre 1886 – 19 agosto 1972) è stato un diplomatico inglese.

## Biografia
Era il figlio di Francis Maltby Bland, e di sua moglie, Edith Richenda Barclay. Suo zio materno Sir George Barclay era stato ministro britannico a Bucarest durante la prima guerra mondiale. Studiò a Eton, e poi al King's College.

## Carriera
Nel 1911 entrò nel Ministero degli affari esteri. Fu nominato Ambasciatore nei Paesi Bassi nel 1938 e nel 1940 fuggì all'invasione nazista.

## Matrimonio
Nel 1919 si fidanzò e poi sposò Porzia Ottley. Ebbero tre figli, di cui una figlia Corinna morì nel 1924, un figlio David che venne ucciso in azione in Tunisia nel 1943 e altro figlio Simon.